# Sint-Christoffelkerk (Anyós)
De Sint-Christoffelkerk (Catalaans: església de Sant Cristòfol d'Anyós) is een romaanse kerk in Anyós in de Andorrese parochie La Massana. Het gebouw ligt aan de Camí de l'Església, bovenaan de heuvel waartegen Anyós is gebouwd, en torent daardoor boven de rest van het quart uit.
Elk jaar op 10 juli wordt in Andorra de heilige Christoffel vereerd, en viert Anyós zijn festa major. Omdat Christoffel de patroonheilige van de automobilisten is, worden op die dag wagens gewijd aan de Sint-Christoffelkerk.

## Geschiedenis

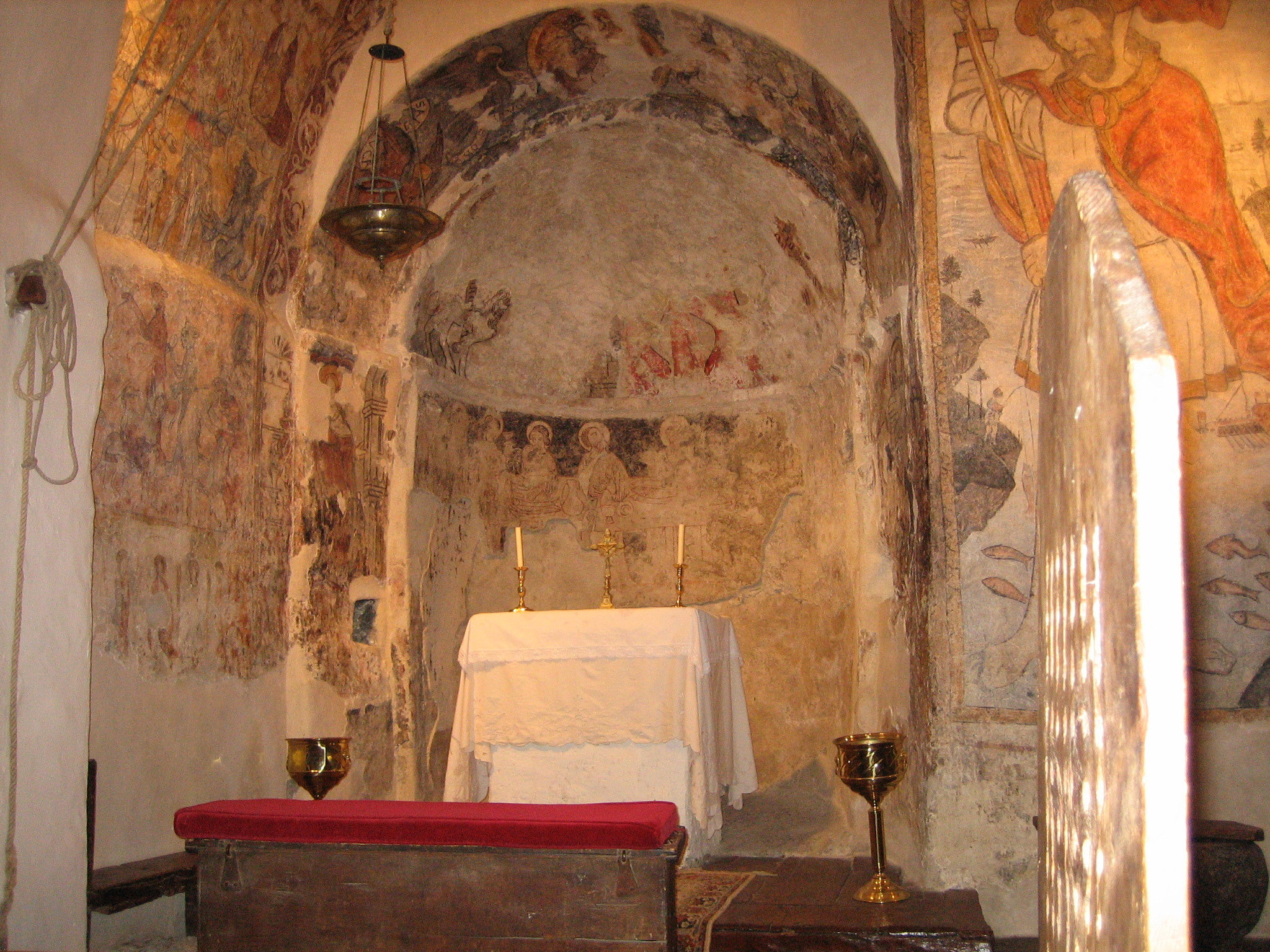
Interieur

Van het originele gebouw, uit de 12e eeuw, blijven alleen nog de fundamenten, de halvecirkelvormige apsis en het onderste gedeelte van de noordelijke wand over. In de 16e eeuw werd de kerk vergroot en grotendeels herbouwd. Tijdens de tweede helft van de 20e eeuw werd de kerk gerestaureerd onder leiding van Cèsar Martinell i Brunet voor het exterieur en Pere Canturri voor het interieur.